# Fernand Pouillon
Pour les articles homonymes, voir Pouillon.
Fernand Pouillon, né le 14 mai 1912 à Cancon (Lot-et-Garonne) et mort le 24 juillet 1986 à Belcastel (Aveyron), est un architecte et urbaniste français.
Admirateur d'Auguste Perret, il fut l'un des grands bâtisseurs des années de reconstruction après la Seconde Guerre mondiale en France. Il a réalisé de nombreux équipements et bâtiments publics à Marseille, Aix-en-Provence, en région parisienne, en Algérie ainsi qu'en Iran. Ses réalisations se caractérisent par une insertion dans le site, un équilibre des masses né de proportions harmoniques rigoureuses, des matériaux nobles — y compris dans le logement social — et la collaboration d'artistes sculpteurs, céramistes, paysagistes.

## Biographie

### Les premières années
Fils d'Alexis Pouillon, ingénieur des travaux publics diplômé de l'École du Génie civil et des Mines de Louvain et entrepreneur, cousin de Louis Pouillon (1906-1985) architecte à Marseille, Fernand Pouillon quitte l'école à 14 ans, s'inscrit à l'École régionale des Beaux-arts de Marseille à l'âge de 15 ans pour ne suivre la première année que les cours de dessin, sculpture et architecture. En 1934, à 22 ans, il construit à Aix-en-Provence son premier immeuble, sans être diplômé d’architecture puisque, jusqu’au gouvernement de Vichy, le diplôme d’architecte n’est pas obligatoire pour construire. Pendant cette première expérience, Fernand Pouillon s’investit beaucoup dans les travaux et dans la commercialisation des appartements. Presque chaque année, il renouvelle cette expérience jusqu’en 1938 et c’est seulement pendant les années de temps relativement libres de la guerre qu’il achève son diplôme d’architecte en 1942.

### La reconstruction d'après guerre

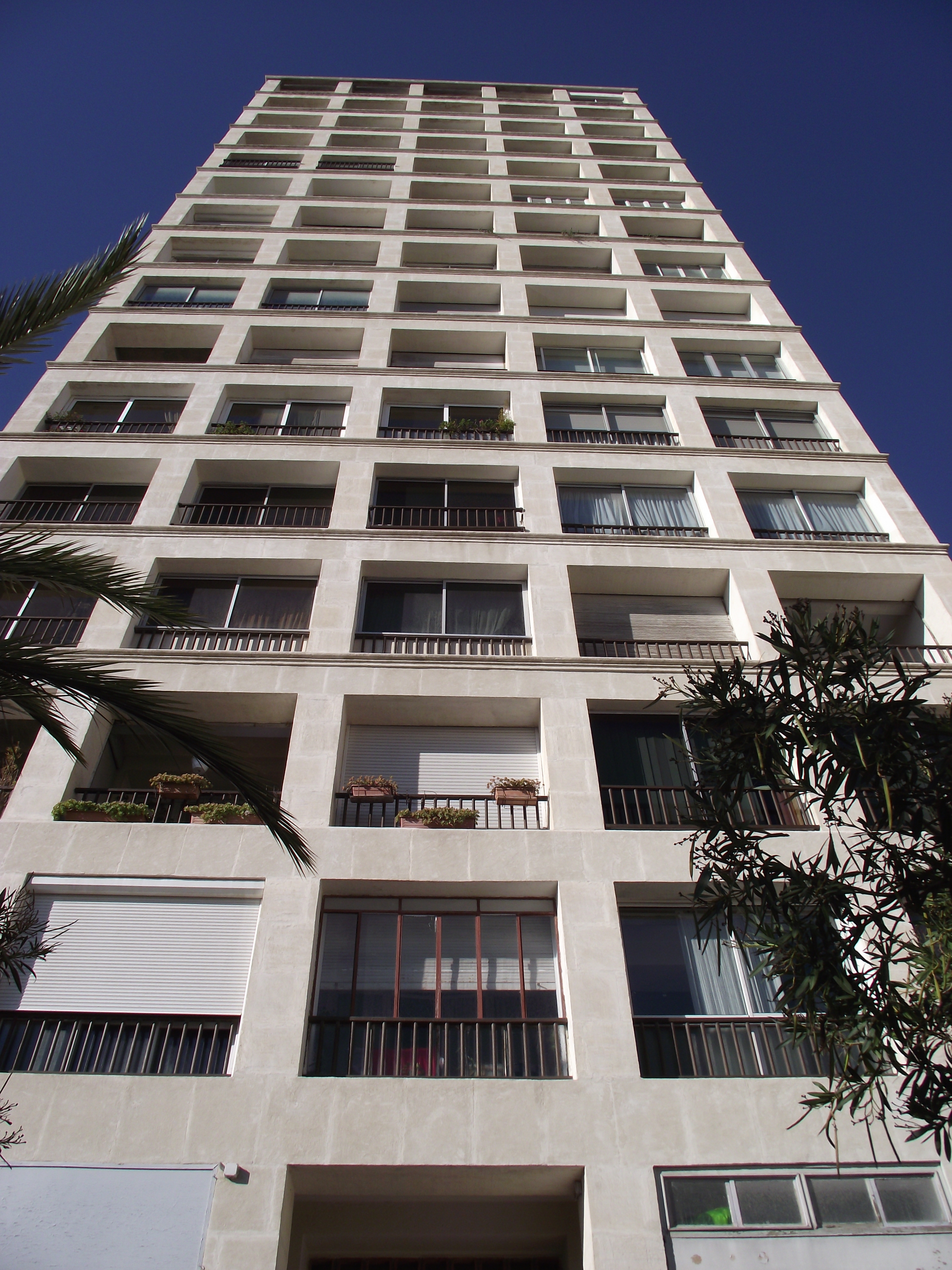
Un immeuble du développement « La Tourette » à Marseille.

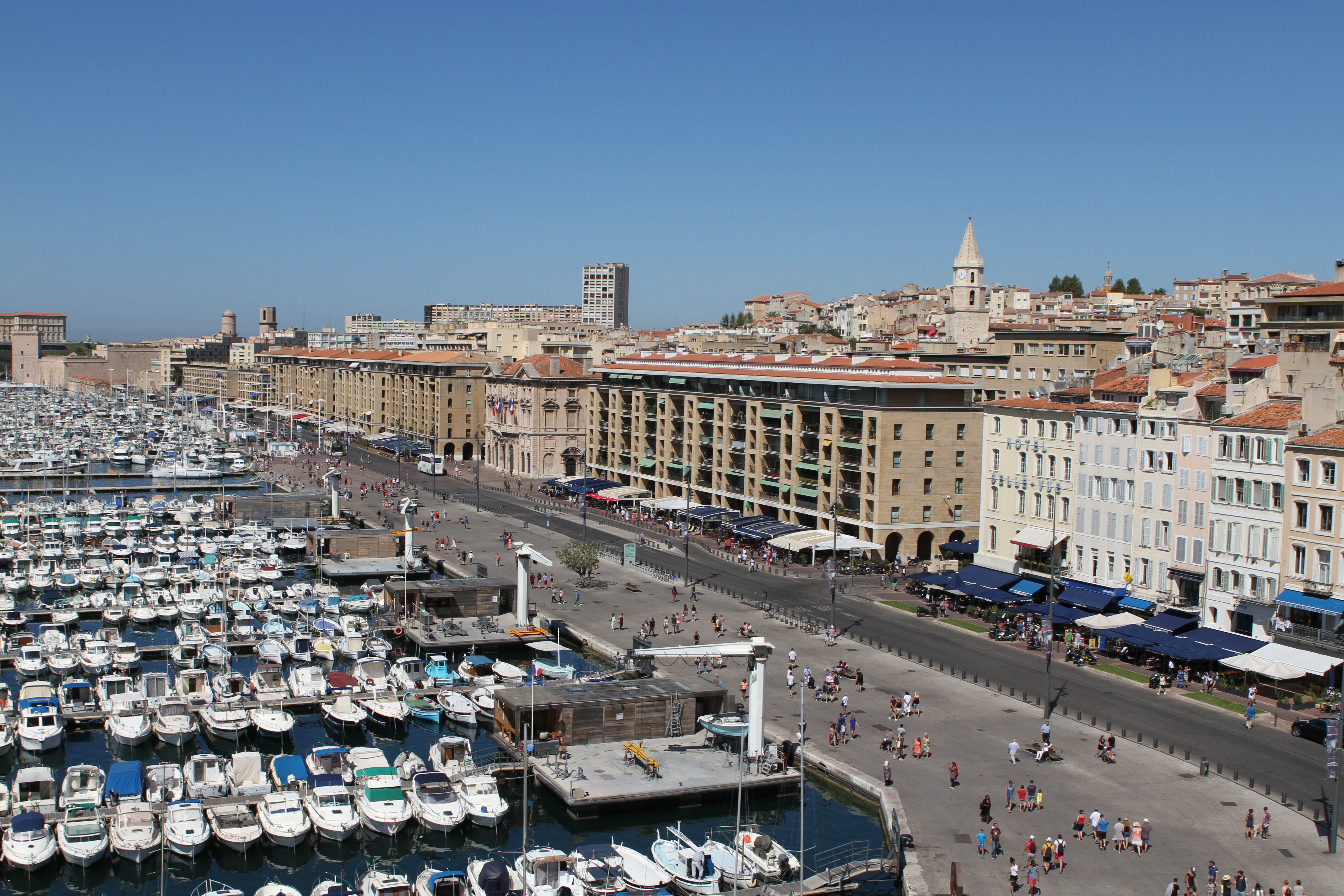
Le Vieux-Port de Marseille. Les immeubles modernes de part et d'autre de l'hôtel de ville ont été bâtis par Pouillon.

À la sortie de la guerre, la reconstruction donne beaucoup de travail aux architectes — il construit des camps de prisonniers et des cités d'urgence — mais, à Marseille, les « opérations » ne « sortent pas » en raison du coût trop élevé des travaux. Pour l’ensemble de La Tourette qui jouxte le quartier du Panier à Marseille, il entreprend alors, avec les entrepreneurs et les ingénieurs, un travail de synthèse entre la conception du projet, son ingénierie et le coût des travaux. En effet, pour cette opération, il met au point nombre de procédés économiques dont celui de la pierre banchée. Il parvient à obtenir ainsi des coûts suffisamment bas pour que les travaux puissent démarrer. Ce tour de force permet à l’ensemble des travaux du Vieux-Port de débuter enfin en 1949.
Dans ces années d’après-guerre où l'effort public porte d'abord sur la reconstruction et le développement de l'appareil de production du pays, Fernand Pouillon entreprend en 1951 un pari ambitieux à Aix-en-Provence : 200 logements à construire en 200 jours pour un budget de 200 millions de francs. Utilisant la pierre et des plans économiques mais de qualité, Pouillon gagne son pari.
Pendant la période de reconstruction, il diverge de ses confrères ralliés au mouvement moderne fonctionnaliste pour qui toute référence au monumental et à la symétrie renvoie à une exaltation nationaliste ou fasciste. Au travers d'un « urbanisme intimiste », il introduit, à l'intérieur de ses compositions urbaines monumentales, l'ambiance des vieilles cités avec leurs mails, fontaines, cours et petits patios.

### L'international

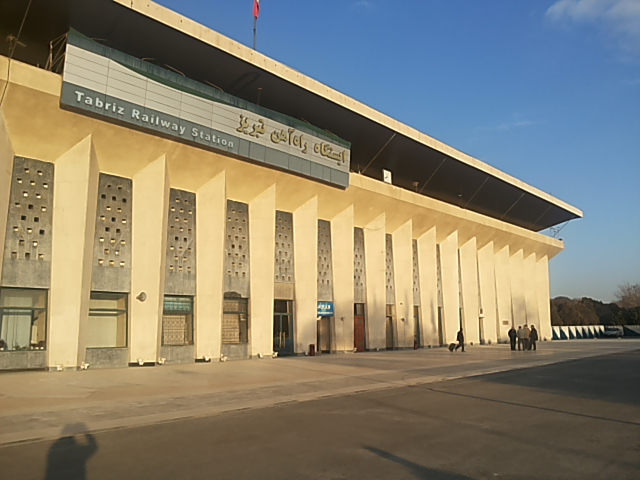
Le gare de Tabriz, Iran. Projet fait en partenariat avec l’architecte iranien Heydar Ghiaï-Chamlou.

L’opération de La Tourette donne à Fernand Pouillon d’autres commandes qui, l’une après l’autre, le mènent toujours plus loin : en Algérie puis en Iran. Dans le même temps le ressentiment de ses pairs à son égard ne cesse de grandir, au point qu’il devient « haï par ses confrères », notamment ceux du Conseil national de l'ordre des architectes. Presque tout les sépare, même les matériaux. Aux qualités du béton, Fernand Pouillon oppose, à un prix très inférieur, les qualités de la pierre, de l’acier, du verre, de la céramique, du bois, de la végétation et même de l’eau qu’il fait couler dans nombre de bassins et de fontaines sculptées par des artistes comme Jean Amado ou Louis Arnaud. Précurseur du développement durable dans la mesure où il fait toujours appel à l'artisanat local, il se sert de matériaux durables (comme les parois des murs de l'hôtel El Mountazah à Seraïdi remplis de terre prise sur le site). Aux formes modernes il oppose l’attention à la qualité de vie, à la culture et aux coutumes des habitants, à l’insertion dans le paysage urbain ou naturel, aux justes rapports des proportions et au beau vieillissement de ses constructions.
En 1953, il renouvelle la performance des 200 logements d'Aix-en-Provence en réalisant à Alger les ensembles de Diar-es-Saada 800 logements et Diar-el-Mahçoul (sur des terrains acquis à la famille El-Mansali) 1 800 logements réalisés en 365 jours dans un parfait respect du style architectural local et surtout de la notion d'espace urbain. À Alger suivra l’ensemble de Climat de France situé au-dessus de Bab-el-Oued.

### Le marché parisien

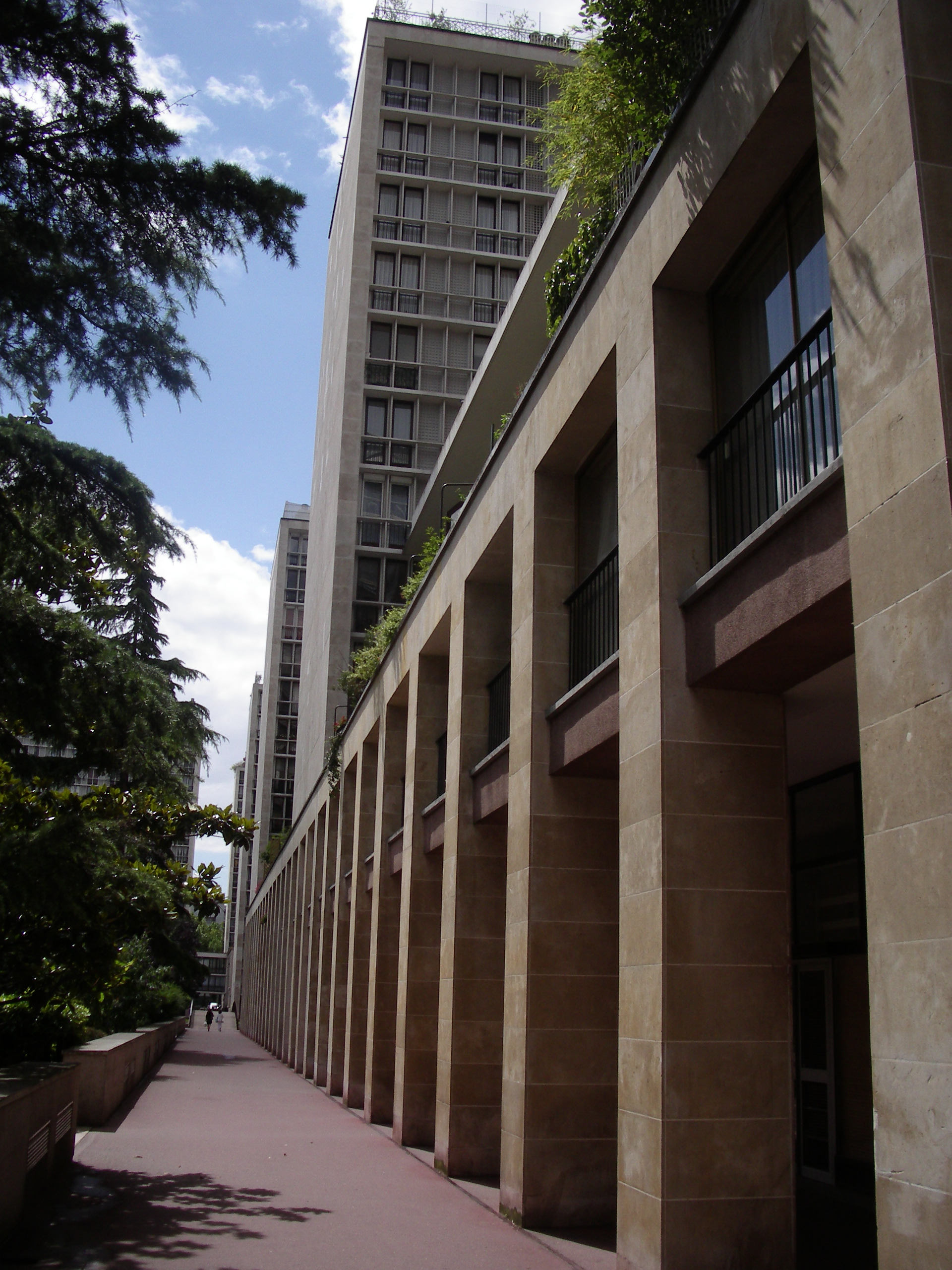
Résidence Salmson, Le Point du Jour, Boulogne-Billancourt.

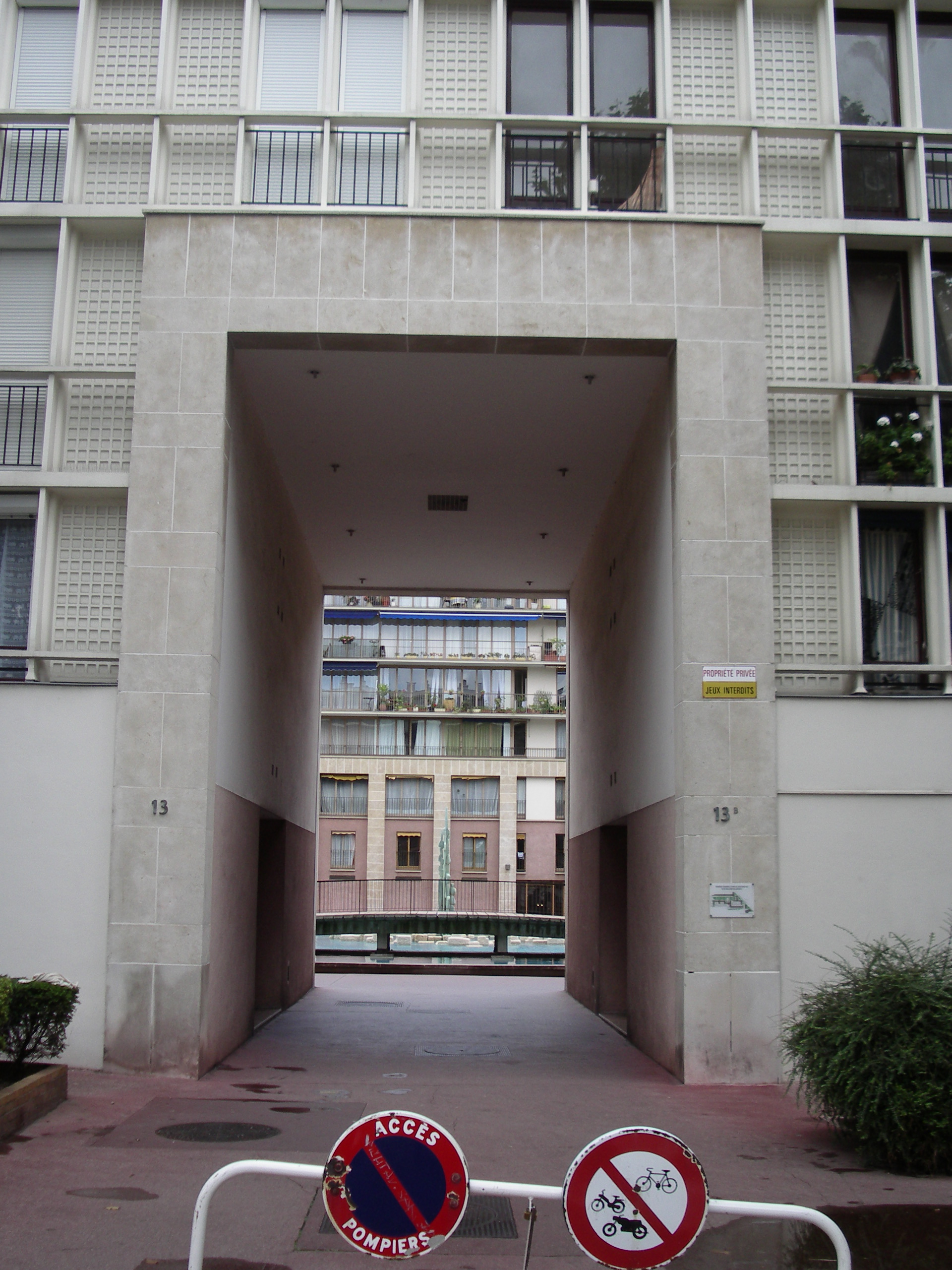
Residence Salmson, Le Point du Jour, Boulogne-Billancourt.

Au milieu des années 1950, Fernand Pouillon décide de s’insérer dans le marché parisien. Fort de ses compétences, habitué à s’investir totalement dans l’acte de construire et à réussir, il investit aussi dans les métiers de promoteur et d’entrepreneur (il est actionnaire au moyen de prête-noms d'un ensemble de SCI, sociétés périphériques du CNL, Comptoir national du Logement dont il est l'architecte en chef et dont il confie la présidence à l'ancien préfet de la Seine, Paul Haag). Or un architecte n'a le droit d'être ni promoteur ni entrepreneur, ni d'être lié à une activité commerciale en rapport avec le bâtiment. Depuis 1940, non seulement il faut un diplôme pour concevoir un projet d’architecture, mais le concepteur ne peut plus financer et participer à sa construction (ce n’est de nos jours plus interdit : un maître d'œuvre de conception peut être maître d'œuvre de réalisation sur une même opération). Or il a commencé sa carrière de bâtisseur avant cette époque. Fernand Pouillon qui construit le moins cher possible les meilleurs ouvrages possibles (une façade du Point du Jour à Boulogne-Billancourt était recouverte de feuilles d'or), a besoin de maîtriser l'ensemble de la chaîne de « production » de ses réalisations. Il réalise ainsi quelques-uns des plus importants grands ensembles en périphérie de Paris, ensembles dans lesquels il démontre[réf. nécessaire] que le problème des grands ensembles n’est pas les tours et les barres puisque ces réalisations sont justement réalisées avec des tours et des barres : Pantin, Montrouge, Meudon-la-Forêt, le Point-du-Jour à Boulogne-Billancourt.

### Le procès

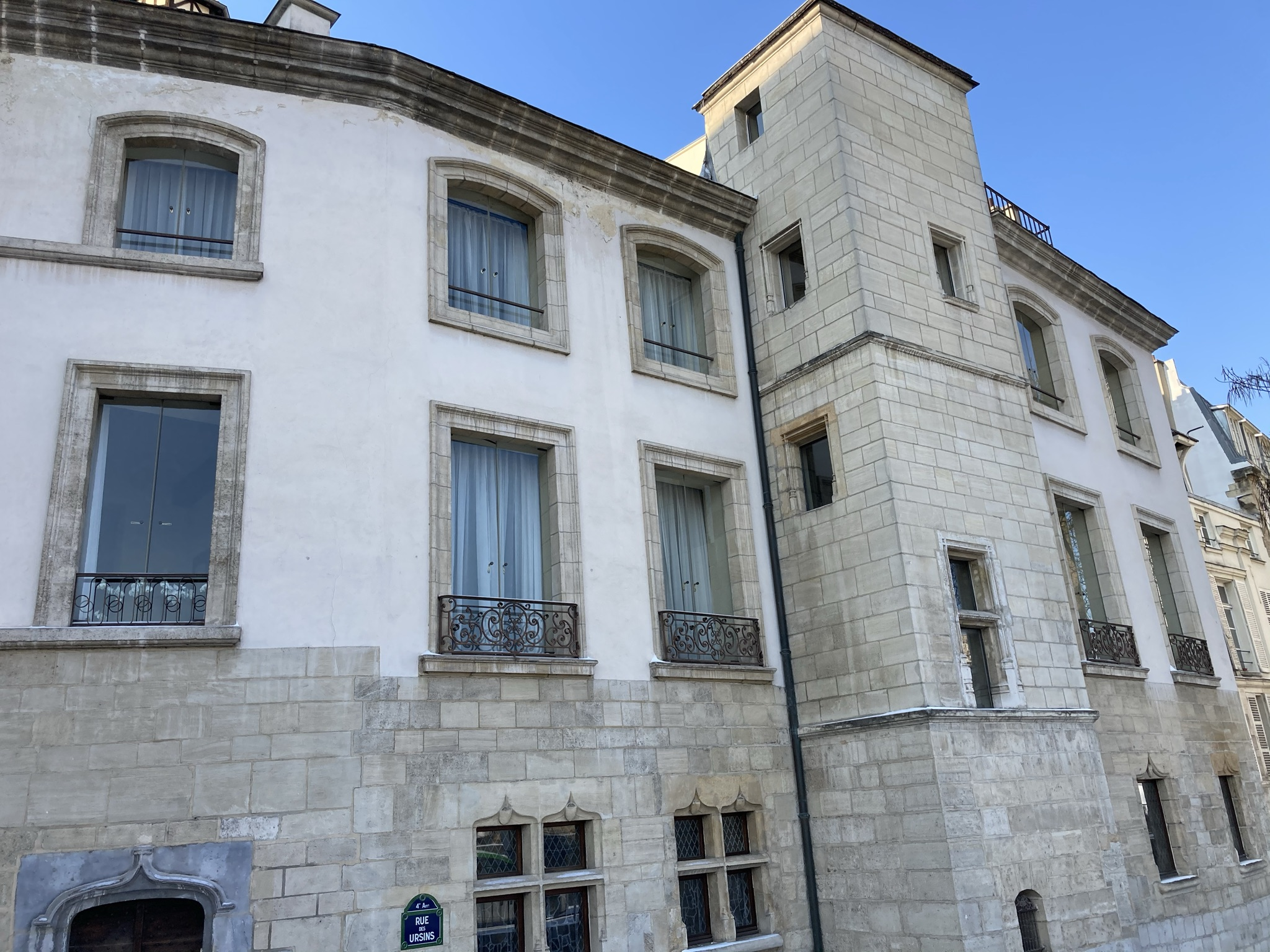
L’hôtel particulier de Pouillon (1958) sur l’île de la Cité, Paris. Le bail emphytéotique sera revendu au frère de l'Aga Khan à la suite des problèmes financiers du projet Point du Jour.

Des malversations financières de ses partenaires indélicats du CNL (notamment des détournements de fonds et des fausses factures en faveur de l'Union pour la nouvelle République) et des difficultés de vente de la résidence Salmson-Le Point du Jour aboutissent à l'affaire du Point du Jour.
Le 5 mars 1961, Fernand Pouillon et quatre de ses collaborateurs sont arrêtés et écroués, accusés de faux bilan, détournement de fonds et abus de biens sociaux. Hospitalisé à la suite de problèmes de santé (on le croit tuberculeux alors qu'il s'agit d'une amibiase contractée en Iran), il s'évade de sa clinique en septembre 1962 et reste en cavale pendant plusieurs mois (Suisse, Italie), aidé, grâce à ses sympathies avec le FLN durant la guerre d'Algérie, par le réseau Jeanson.

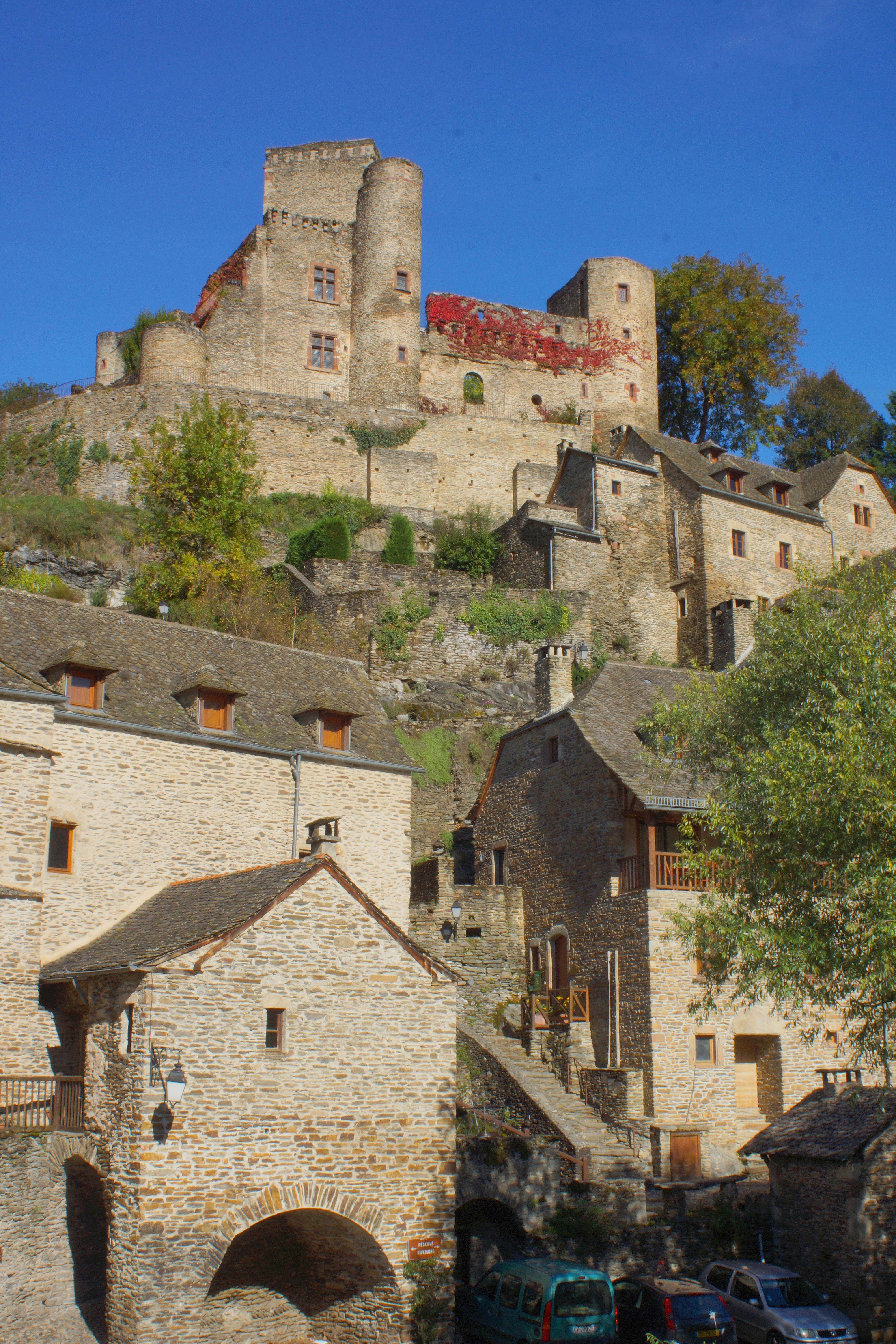
Le château de Belcastel.

Réapparu à l'occasion de son procès où il comparait en civière, il est condamné en 1963 à quatre années de prison, mais en appel à seulement trois ans. En 1965, à cause de son évasion, il est à nouveau condamné à un mois de prison.

### Les dernières années
Radié à vie par l'ordre des architectes, Fernand Pouillon continue néanmoins à projeter en France. Le premier projet de la ville nouvelle de Créteil, avec l'idée d'un lac trois fois plus grand que ce qu'il est aujourd'hui, est son œuvre, et deux maquettes en donnent la preuve. Simultanément, Fernand Pouillon travaille à un grand projet hôtelier à Saint-Jean-Cap-Ferrat, qui ne verra pas le jour. En raison du climat affairiste qui entoure ces nouveaux projets, Fernand Pouillon préfère rejoindre — et ce n'est pas un exil — en 1966 l'Algérie où il exerce sa profession jusqu'en 1984. Il y réalise essentiellement des projets hôteliers et touristiques ainsi que des équipements publics et universitaires,,. Entre-temps il réalise néanmoins en 1967-1968 le lotissement de 450 maisons individuelles de La Brèche-aux-Loups à Ozoir-la-Ferrière, largement illustré par un article du Nouvel Observateur, preuve que la radiation de l'Ordre n'empêchait pas la poursuite de ses activités.
Amnistié en juin 1971 par le président de la République Georges Pompidou, réintégré à l'ordre des architectes français en 1978, Fernand Pouillon y est élu la même année. Il ouvre à nouveau une agence en France en 1984, l'Agence Fernand Pouillon, qui construit, à Paris, les projets du Conservatoire de musique du 19e arrondissement et une tranche de logements HLM avenue Jean-Jaurès. En 1985, le président François Mitterrand le promeut officier de la Légion d'honneur.
Il meurt à l'âge de 74 ans le 24 juillet 1986 dans le château de Belcastel (Aveyron) qu'il avait, dès 1974, largement contribué à restaurer, ainsi qu'une partie du village. Il est inhumé au cimetière communal, sous une tombe complètement anonyme selon sa volonté.

## Distinctions
- Officier de la Légion d'honneur (1985)

## Œuvre

### Fernand Pouillon écrivain

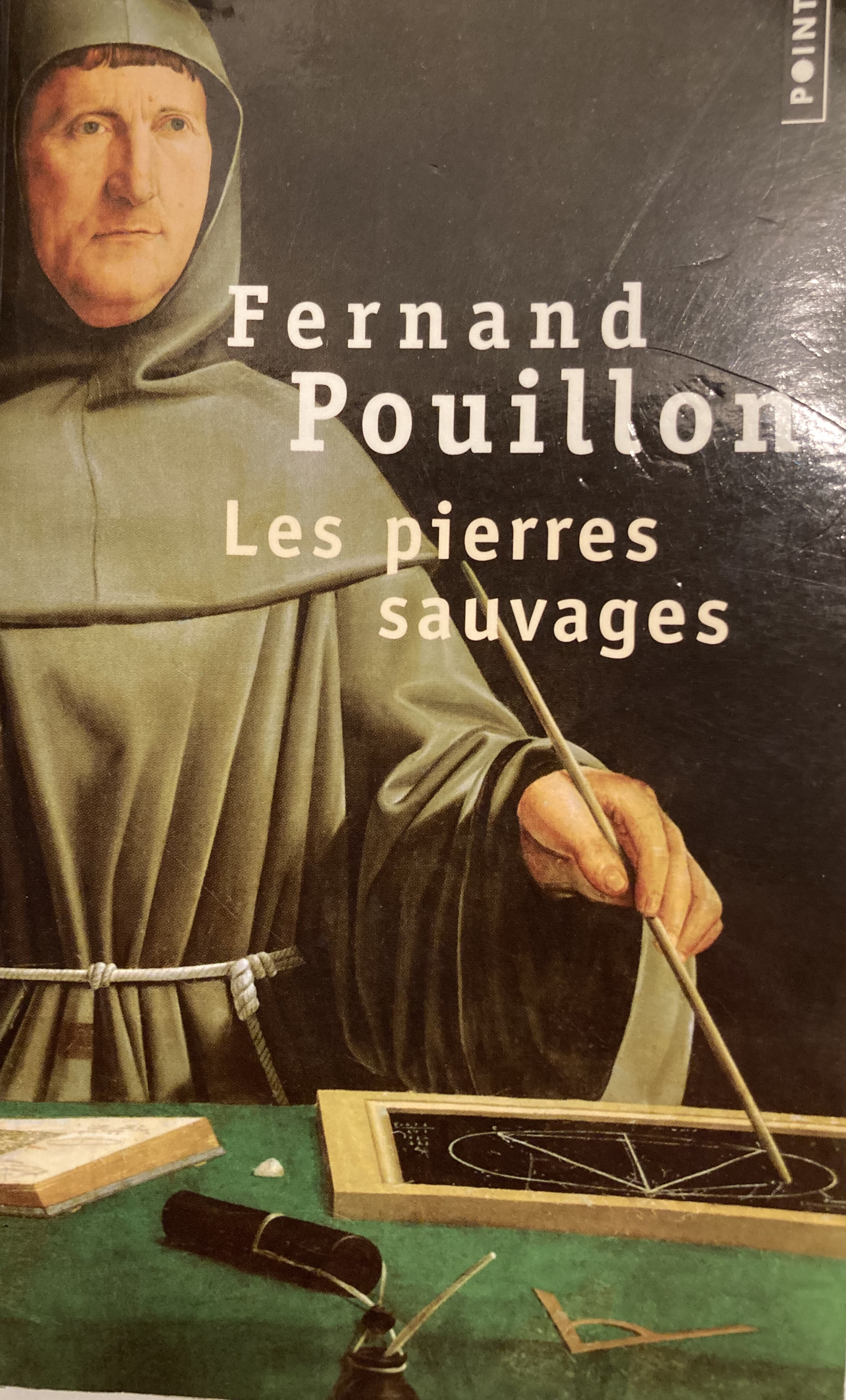
Couverture de l'édition en poche des Pierres sauvages.

On lui doit deux ouvrages principaux :
- Les Pierres sauvages (1964), éditions du Seuil, roman écrit en prison, consacré à l'histoire de l'abbaye du Thoronet, qui lui a valu le prix des Deux-Magots en 1965 ; rééd. Points Seuil, 2012

« Les calculs sont une preuve, ils ne seront jamais un moyen. Le premier bâtisseur savait-il compter ? Non. En revanche, il avait un but, une intention, celle de s’abriter. Dans l’écroulement du premier édifice, il y eut le premier échec et sans doute la première inquiétude, le premier calcul. Sanctifier le calcul reviendrait à reconnaître l’échec comme œuvre originale. »

— Les Pierres Sauvages
- Mémoires d'un architecte (1968), éditions du Seuil, ses mémoires.

### Fernand Pouillon éditeur
En 1974, Fernand Pouillon crée sa maison d’édition, Le Jardin de Flore, sise au 24 place des Vosges à Paris. Il s’entoure des meilleurs spécialistes, des meilleurs artisans d’art et fournisseurs : l'imprimeur Daniel Jacomet, l'atelier Mérat, Liliane Brion-Guerry, les papiers J. Barcham Green & Son (à Maidstone) ou des moulins Richard-de-Bas, etc., et réimprime à 200 ou 250 exemplaires les plus belles éditions de livres d’art et d’architecture du XVe au XXe siècle.
- Ordonnances (1953), réédité sous le nom Aix-en-Provence aux éditions du Jardin de Flore Monographie d’Aix-en-Provence avec 78 dessins par l’atelier de F. Pouillon et des lithographies originales de Léo Marchutz et André Masson.
- Maître d'œuvre, naissance d'une abbaye (1967), éd. de Nobele (inclus les relevés des trois abbayes Sénanque, Silvacane, Le Thoronet)
- La préface au  Vitruve par Auguste Choisy, 1971, éd. de Nobele. Réédition, A. Choisy, éditions Altamira, Paris, 1994 (suivi de : Michel Raynaud, Mémoire des architectes)
- Baux de Provence (monographie et relevés), 1974, éd. de Nobele
- Abbaye de Cotignac, 1977, éd. Le Jardin de Flore
- Indiscutablement les architectes se sont laissés manœuvrer… mais ils étaient contents, entretiens avec Félix Dubor et Michel Raynaud, éd. Connivences, Paris 1988
- Mon ambition (entretiens réunis), éd. du Linteau, 2011

Faisant œuvre de mécène, Pouillon ne les vendra jamais le prix qu’ils lui ont coûté. Trente-trois livres, deux globes terrestres et célestes de Coronelli et un globe terrestre « François Mitterrand » sortiront de ces ateliers.

### Principales réalisations

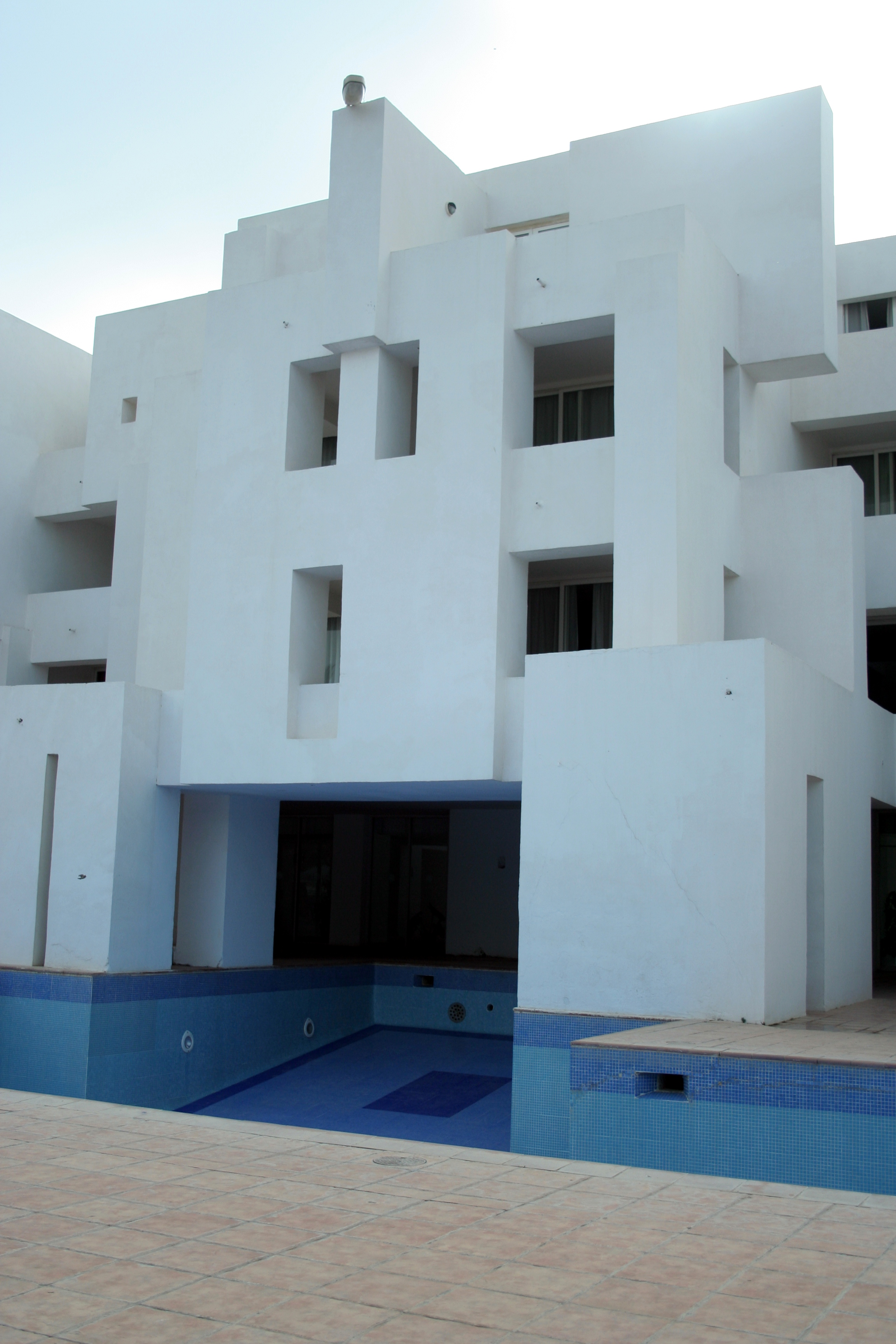
L'hôtel El Marsa à Sidi-Fredj, Algérie.

- 1935 : immeuble Palais Albert Ier 4 avenue des Belges à Aix-en-Provence en collaboration avec Henri Enjouvin (labelisé « Patrimoine du XXe siècle »)[18]
- 1935-1936 : immeuble Palais Victor Hugo, 23, 23 bis, avenue Victor-Hugo à Aix-en-Provence (label Patrimoine du XXe siècle)[19]
- 1939-1941 : coopérative viticole à Le Thor (Vaucluse) (label Patrimoine du XXe siècle)[20]
- 1947 : bâtiment de la Direction du contrôle sanitaire aux frontières de Marseille en collaboration avec René Egger (label Patrimoine du XXe siècle)[21]
- 1947-1953 : reconstruction du Vieux-Port de Marseille[22] en collaboration avec André Lecomte, André Devin et Auguste Perret (son maître dont il reprendra l'agence d'architecture à sa mort) et réalisation d'un immeuble de logement[23]
- 1948-1953 : ensemble de logements La Tourette à Marseille avec René Egger (label Patrimoine du XXe siècle)[24]
- 1949-1952 : usine Nestlé, avenue de la Gare Saint-Menet - La Millière à Marseille avec René Egger (label Patrimoine du XXe siècle)[25]
- 1950-1954 : bibliothèque de la faculté de droit à Aix-en-Provence  avec René Egger (label Patrimoine du XXe siècle)[26]
- 1950 : gymnase du CREPS en collaboration avec Jean Prouvé à Aix-en-Provence (label Patrimoine du XXe siècle)[27]
- 1950-1953 : Building Canebière, 73, La Canebière à Marseille, avec René Egger et Jean-Louis Sourdeau, siège un temps de l'agence de Fernand Pouillon, (label Patrimoine du XXe siècle)[28]
- 1950-1953 : hameau des Sablettes, station balnéaire à La Seyne-sur-Mer (Var)[29]
- 1950-1958 : bibliothèque Saint-Charles à Marseille (label Patrimoine du XXe siècle)[30]
- 1951-1953 : immeuble Les « 200 logements » avenue Jean-Moulin à Aix-en-Provence (label Patrimoine du XXe siècle)[31]
- 1952-1953 : école primaire publique Abbé-de-L'Épée 12-18 square Sidi-Brahim à Marseille avec René Egger (label Patrimoine du XXe siècle)[32]
- 1952-1953 : école élémentaire Saint-André-Condorcet à Marseille  avec René Egger (label Patrimoine du XXe siècle)[33]
- 1952-1954 : lycée Colbert, rue Capitaine-Dessemond à Marseille avec René Egger (label Patrimoine du XXe siècle)[34]
- 1953-1954 : cité Diar es-Saâda (« Cité du bonheur ») à Alger, 730 logements et école[35],[36]
- 1953-1954 : ensemble de logements Diar el Mahçoul à Alger, 900 logements avec église et mosquée
- 1954-1957 : ensemble Climat de France à Alger (5 000 logements),
- 1954-1964 : gares ferroviaires de Tabriz et Machad en collaboration avec Heydar Ghiai, Iran,
- 1956 : plan d'aménagement et immeubles du Vieux-port de Bastia,
- 1957- 1963 : résidence Victor Hugo, située rue Victor-Hugo à Pantin, 262 logements (label Patrimoine du XXe siècle)[37]
- 1955- 1958 : résidence du Stade Buffalo à Montrouge, 466 logements (label Patrimoine du XXe siècle)[37]

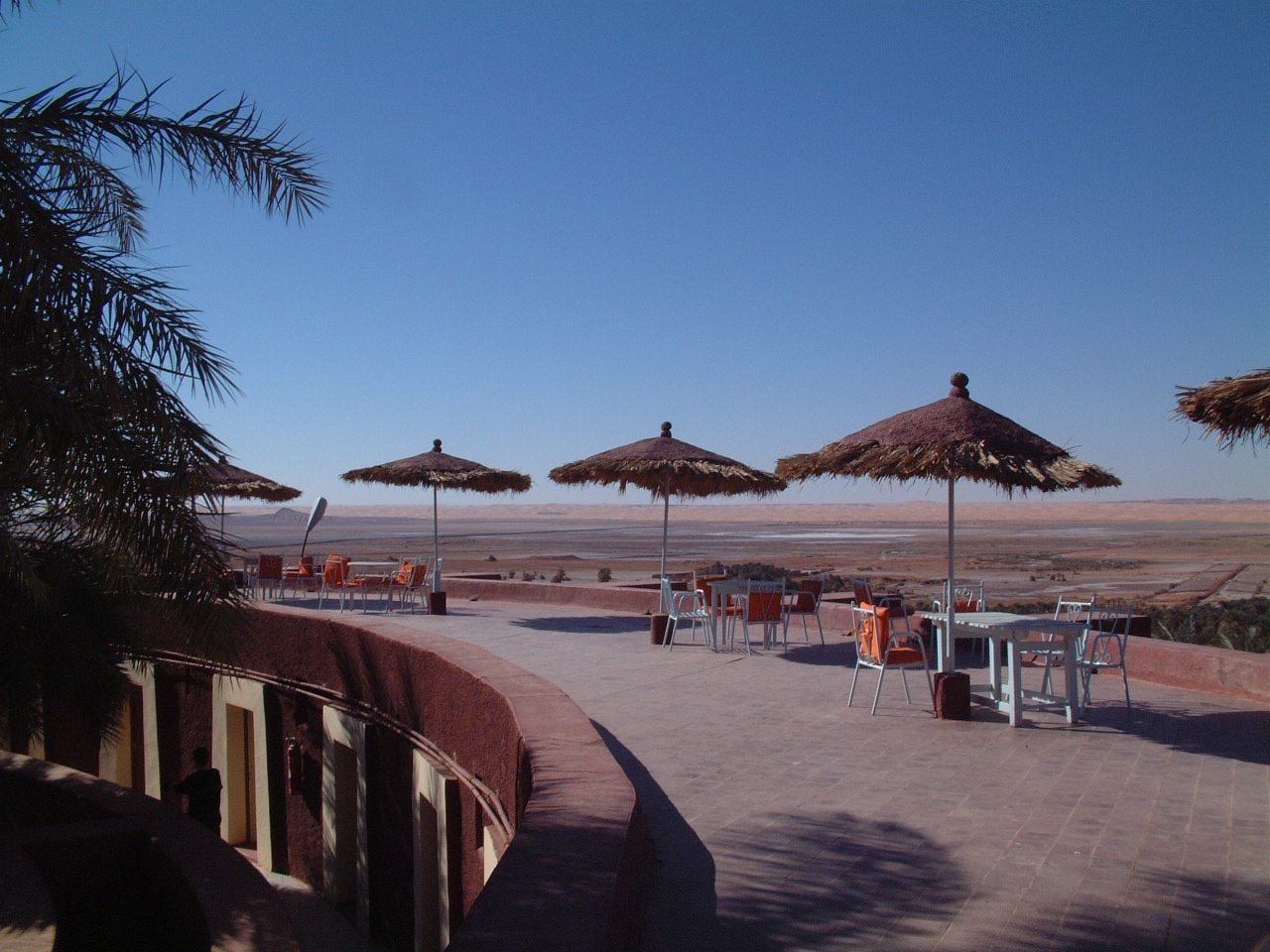
Hôtel Gourara (1972), Timimoun, Algérie.

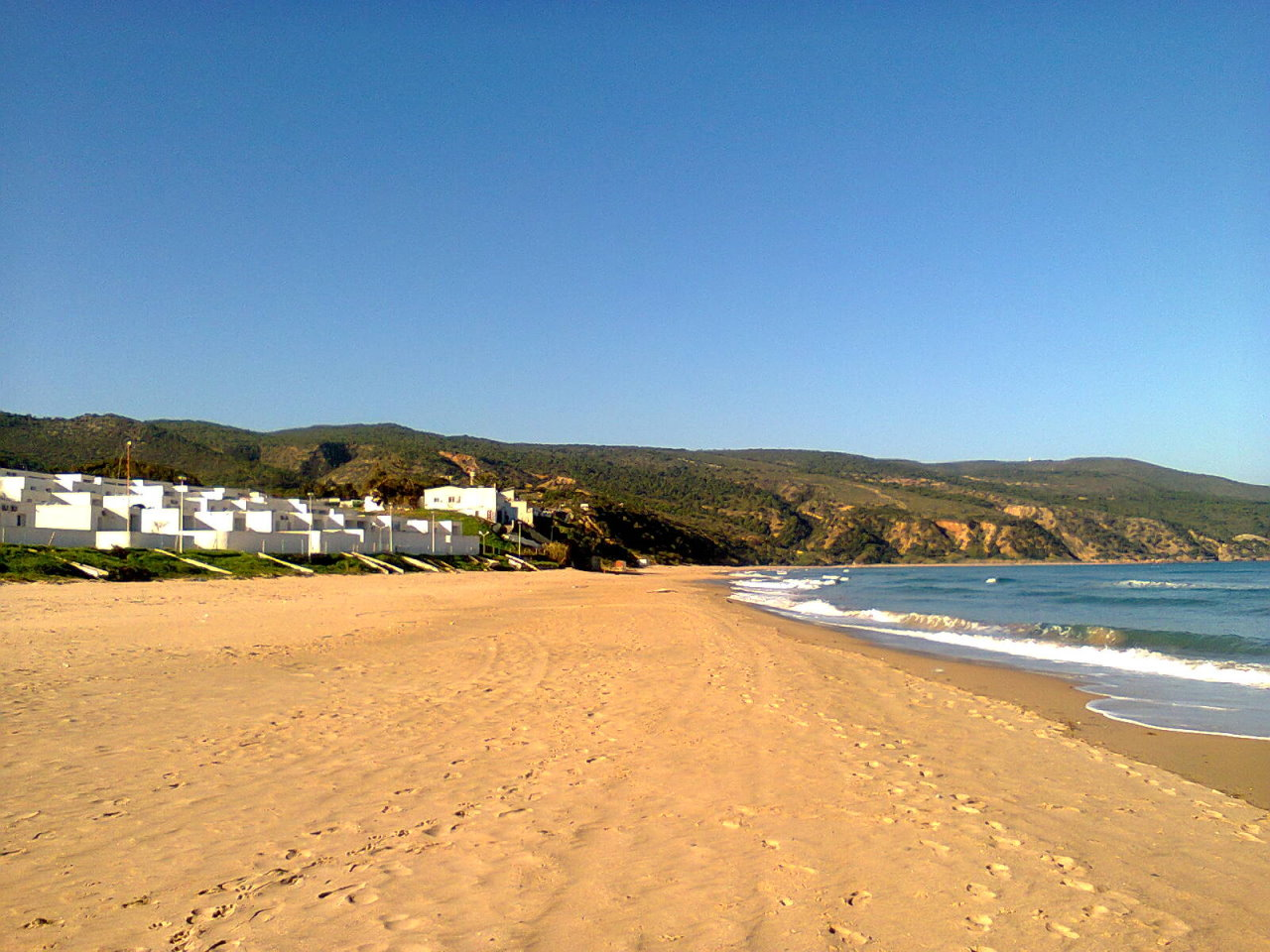
Complexe touristique Les Andalouses (1973), Wilaya d'Oran, Algérie.

- 1957 : résidence du parc de Meudon-la-Forêt, 2635 logements (label Patrimoine du XXe siècle)[37]
- 1959- 1963 : Résidence Salmson Le Point du Jour à Boulogne-Billancourt, 2260 logements (label Patrimoine du XXe siècle)[37]
- 1961 : aérogare de l'Aéroport de Marseille Provence à Marignane[38]
- 1967 : hôtel El-Mountazah (ex-Le Rocher) à Annaba, Algérie (300 lits)[39]
- 1967 : complexe de Zeralda aux environs d'Alger : hôtels, bungalows, centre équestre, piscine olympique (4 000 lits)
- 1968 : complexe de Sidi-Fredj aux environs d'Alger : port, hôtels (4 000 lits), restaurants, théâtre, quartier d'habitations
- 1969 : hôtel Plaza à Annaba, Algérie (500 lits)
- 1968 : complexes touristiques CET à Tipaza : Tipaza-Club, Tipaza la Corne d'Or, Tipaza Matarès,
- 1970 : hôtel M'Zab (ex-Rostémides) à Ghardaïa
- 1970 : hôtel Les Zianides  à Tlemcen
- 1972 : hôtel Gourara à Timimoun en Algérie
- 1973 : hôtel Mekhter à Aïn Sefra en Algérie.
- 1973 : complexe touristique Les Andalouses, baie des Andalouses, Wilaya d'Oran, Algérie
- 1981- 1982 : hôtel Saint-Georges à Alger
- 1968- 1969 : quartier de la Brèche-aux-Loups, 400 maisons individuelles à Ozoir-la-Ferrière
- 1975 à 1982 : restauration du château de Belcastel
- 1985 : conservatoire municipal de musique Jacques-Ibert, rue Armand-Carrel dans le 19e arrondissement à Paris
- 1985 : logements sociaux 180 avenue Jean-Jaurès à Paris

### Classement et labellisations
- Une de ses réalisations, l'immeuble quai du Port à Marseille, est classée monument historique.
- Plusieurs de ses réalisations sont labellisées « Patrimoine du XXe siècle »[40] par le ministère de la Culture : 18 en région Provence-Alpes-Côte d'Azur et 4 en Île-de-France.

## Expositions
- 2012-2013[41] : « De la pierre à la page, F. Pouillon architecte du livre », musée de l'Imprimerie de Lyon, exposition qui retrace son activité d'éditeur et de collectionneur de livres d'art et d'architecture[42].
- 2019 : « Bâtir à hauteur d’hommes, Fernand Pouillon et l’Algérie »[43], Rencontres photographiques d'Arles (abbaye de Montmajour), exposition montée par les photographes Daphné Bengoa et Leo Fabrizio, et qui donne lieu à l'édition d'un livre co-édité par Macula (Paris) et Barzakh (Alger).
- 2019 : « Fernand Pouillon : Mes réalisations parleront pour moi », collaboration entre Daphné Bengoa, Pierre Frey et Bernard Gachet à l'occasion de la Biennale d'architecture d'Orléans (FRAC-Centre Val de Loire)[44].

## Reconnaissances et hommages
- 1986 : première monographie[45], parue en France aux éditions du Moniteur, qui tente de retracer son œuvre complète.
- 1996 : à Marseille, un important colloque aborde l'ensemble de sa carrière et de son œuvre architecturale, littéraire et éditoriale[46].
- 1996 : l'association Les Pierres Sauvages de Belcastel est créée pour servir sa mémoire. C'est à partir des années 2000 que semble naître parmi la profession et l'enseignement de l'architecture en France un intérêt profond pour son œuvre[47].

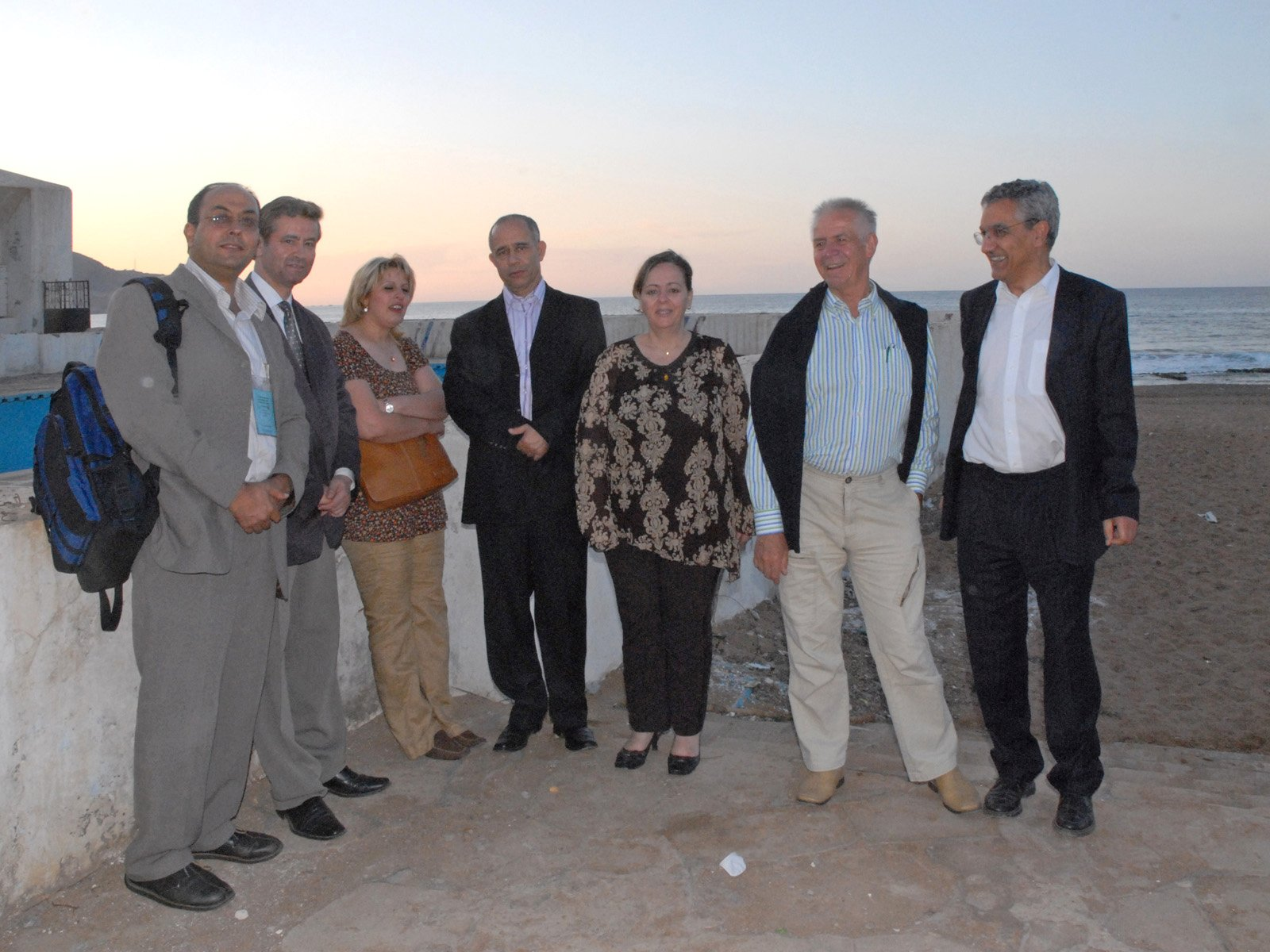
Les organisateurs du colloque de Tipaza, près des bâtiments construits par F. Pouillon, destinés au tourisme en s'inspirant du style architectural du pays.

- 2008 : à titre posthume, il reçoit le 11 février de Cherif Rahmani, ministre algérien de l'Aménagement du territoire, de l'Environnement et du Tourisme[48], une distinction en reconnaissance de l'ensemble de son œuvre en Algérie entre 1964 et 1984[49].
- 2008 : un colloque lui est consacré à Tipaza.
- 2009 : les quatre opérations de logements construites autour de Paris (Meudon, Montrouge, Boulogne, Pantin) reçoivent le label Patrimoine du XXe siècle.
- 2010 : une pétition pour la sauvegarde de la station sanitaire à Marseille reçoit près de 1 500 signatures ce qui permettra au bâtiment d'être sauvé de la démolition mais pas d'une mauvaise réhabilitation[50].
- 2010 : le 21 mai, à Angers, colloque « Fernand Pouillon éditeur et collectionneur de livres d'art et d'architecture »[51].
- 2011 : la résidence Le Parc à Meudon-la-Forêt fête ses 50 ans et organise une série de reconnaissances (expositions et conférences).
- 2012 : de nombreuses manifestations célèbrent le centenaire de sa naissance. La Mission aux commémorations nationales[52], dans son recueil 2012, signale cet anniversaire à la section Beaux-Arts[53].
- 2017 : Marie Richeux publie Climats de France, roman qui retrace les premiers voyages de Fernand Pouillon à Alger pour un projet de construction réclamé par Jacques Chevallier, alors maire d'Alger[54].

### Radio
- « Fernand Pouillon et l'affaire du Point du Jour », France Inter, Rendez-vous avec X, 24 septembre 2011.
- « L'affaire du Point du Jour », France Inter, Affaires sensibles, le 19 février 2025, avec Danièle Voldman.

### Filmographie
- 2003 : Fernand Pouillon, le roman d'un architecte, documentaire de 53 min par Christian Meunier. Jean-Christophe Boyer, Kerala Films, France 3 Méditerranée, TV5 Monde.
- 2016 : Provence 1947-1953, documentaire de Marie-Claire Rubinstein, production Le Fil à Soie. Aborde les réalisations de Pouillon à Marseille (Vieux Port, La Tourette), La Seyne-sur-Mer (Les Sablettes) et Aix-en-Provence (les 200 logements). Le film est présenté pour la première fois lors d'un colloque sur l'architecte à la fondation Vasarely.
- 2017 : Alger 1953-1957, documentaire de Marie-Claire Rubinstein, production Le Fil à Soie. Sur les années algéroises de l'architecte ; aborde les projets Diar es Saada, Diar El Mahçoul et Climat de France.